# Abbazia di St. Benet
L'abbazia di St. Benet (anche St. Benet Holme) è un edificio religioso in rovina vicino al villaggio di Horning, in Inghilterra. Le rovine sono site presso le paludi al confine tra Norfolk e Suffolk.

## Storia
L'esatta data di fondazione dell'abbazia è incerta, ma probabilmente risale al tardo periodo anglosassone, dato che già attorno al IX secolo è attestata nella zona la presenza di edifici religiosi. Agli inizi del secolo infatti esisteva già un monastero eretto da un tale Suneman, che tuttavia fu distrutto dalle incursioni dei vichinghi verso l'870. Nel secolo successivo un nuovo monastero, pressappoco nella stessa posizione del precedente, fu fondato dal monaco Wulfric, e nel 1019 re Canuto I d'Inghilterra lo elevò ad abbazia e lo conferì all'ordine benedettino. Il primo abate fu Elsin, che lo rimase almeno fino al 1046, quand'era ancora in vita. Nei primi decenni dell'XI secolo St. Benet vide quindi accrescere la propria ricchezza, grazie anche a laute donazioni fatte da importanti aristocratici come Ralph lo Stalliere, Eadric Streona ed Ealdgyth Swan-neck. Sotto il regno di Edoardo il Confessore (1042-1066) l'abbazia era ormai divenuta molto ricca e potente, con anche vaste proprietà fondiarie.
Durante la conquista normanna dell'Inghilterra, l'abate Ethelwold si era schierato con re Aroldo II d'Inghilterra, e dopo la sconfitta anglosassone alla battaglia di Hastings St. Benet fu quindi perseguitata dai nuovi dominatori normanni, che ne erosero progressivamente il vasto patrimonio. Ethelwold, dopo un breve esilio, fu comunque riammesso nel regno come abate di St. Benet, rimanendolo fino alla morte nel 1089 e venendo succeduto dal normanno Ralph. Solo nel XII secolo l'abbazia cominciò a riprendersi, e soprattutto sotto re Stefano d'Inghilterra tornò ad un buon livello d'importanza, data anche la nomina ad abate di Ugo di Lagny, parente del sovrano. Nel 1183 papa Lucio III concesse alcuni importanti benefici a St. Benet, come l'esenzione dalle conseguenze degli interdetti e da alcune tasse feudali. Nel 1253 inoltre re Enrico III d'Inghilterra concesse all'abbazia di riscuotere i guadagni di due fiere da tenersi nei paesi vicini.
Nell'inverno 1287-88 l'abbazia, trovandosi vicino alla foce del fiume Burne, a causa di una violenta tempesta fu soggetta a una terribile inondazione causata dall'alta marea, che la lasciò semi-sommersa per molto tempo. Nel 1304-05 l'abbazia entrò temporaneamente in conflitto con Edoardo I d'Inghilterra per le procedure di approvazione regia dell'abate. Nel 1381, durante la rivolta dei contadini inglesi, i ribelli attaccarono l'abbazia credendo vi si fosse rifugiato il vescovo di Norwich, ma l'abate Guglielmo di Methelwold riuscì a calmarli, e per questo in seguito non testimoniò contro i rivoltosi di Norwich durante la conseguente repressione. Nell'anno successivo un gruppo di ribelli progettò di attaccare nuovamente l'abbazia per usarla come roccaforte, ma il complotto venne scoperto prima di essere attuato. I rapporti tra St. Benet e la vicina Norwich andarono peggiorando, finché nel 1442 non sfociarono in una vera e propria guerra: William de la Pole, I duca di Suffolk, aveva concesso all'abbazia la riscossione delle tasse dalla città, che tuttavia rifiutò tale disposizione e prese le armi. Le truppe dell'abbazia tuttavia sconfissero quelle cittadine, distruggendo anche numerosi mulini attorno alla città, e Norwich fu infine costretta a sottomettersi all'autorità di St. Benet (anche se cause legali tra le autorità politiche e quelle ecclesiastiche si protrassero per vari decenni).
All'inizio del XVI secolo l'abbazia entrò in contrasto anche col vescovo di Norwich, che rimproverava ai monaci un'eccessiva libertà di costumi. Il penultimo abate fu John Salcot, in seguito inquisitore per Maria I d'Inghilterra, mentre l'ultimo abate William Rugg fu nominato da Enrico VIII d'Inghilterra vescovo di Norwich nel 1536, e la contemporanea dissoluzione dei monasteri in Inghilterra comportò la fine dell'abbazia, la cui comunità monastica andò dispersa. Nonostante fosse nominalmente proprietà della nuova diocesi anglicana di Norwich, l'abbazia fu lasciata andare in rovina e in seguito venduta a privati, che vi costruirono un mulino, anch'esso poi abbandonato. Attualmente dell'abbazia restano pochi muri in rovina, che comprendono anche i resti del mulino erettovi durante l'età moderna.